# Hallo Nachbarn
Hallo Nachbarn (en français, Bonjour, voisin) est une émission allemande de radio de la NDR adaptée ensuite à la télévision sur l'ARD.

## Histoire
L'émission est créée à la radio en 1953. Il s'agit d'une émission satirique principalement consacrée à des sujets politiques de l'époque de façon humoristique. Cette façon de traiter l'actualité est controversée. La première émission télévisée est diffusée le 30 octobre 1963 sur l'ARD.
Le 11 novembre 1965, le 16e épisode est diffusé. Un 17e est encore produit et annoncé pour le 28 décembre ; cependant les dirigeants de la station voient le programme la veille et décident de ne pas le diffuser après un test de qualité.
Walter Jens parle d'une interdiction de diffusion. D'autres critiques ont auparavant qualifié le programme de « corrosif » et peut-être de « financé par l'Est ». Franz Mai, à l'époque directeur de la Saarländischer Rundfunk, voit dans la diffusion au sein du programme ARD également une violation des principes du programme de la SR.
Le programme est dirigé par Richard Munch. En outre, de nombreux artistes bien connus des années 1960 participent en tant qu'orateur, chanteur et acteur de l'émission. Les textes de Hallo Nachbarn sont généralement de Heio Müller, Joachim Fest, Peter Frankenfeld, Jürgen von Manger et Volker Ludwig, la musique de Karl-Heinz Loges.
De grandes parties du 17e épisode non diffusé et quelques scènes d'épisodes précédents qui ont également été victimes de la censure sont publiées après la fin de la série sur le disque Für Deutsche verboten. À côté de Richard Munch, Renée Franke, Wolfgang Neuss, Reinhard Kolldehoff, Renate Küster, Alexander Welbat, Erich Fiedler, Werner Schwier et Rolf Wunsch parlent et chantent.

## Source de la traduction
- (de) Cet article est partiellement ou en totalité issu de l’article de Wikipédia en allemand intitulé « Hallo Nachbarn » (voir la liste des auteurs).